# Mark Kiely
Pour les articles homonymes, voir Kiely.
Mark Kiely est un acteur américain né le 16 janvier 1963 à Providence au Rhode Island.

## Filmographie

### Cinéma
- 1994 : Leprechaun 2
- 1995 : Undercover Heat : Jefferson
- 1996 : Decaf
- 1997 : À couteaux tirés : le mécanicien
- 1998 : Ni dieux ni démons : Dwight
- 1999 : Swallows : Eddie
- 2000 : Daybreak, le métro de la mort : Griffin
- 2001 : Falcon Down : Roger le rat
- 2003 : Bruce tout-puissant : Fred Donohue
- 2003 : Rain : Lieutenant Crawford
- 2005 : Johnny Virus : Johnny Virus
- 2006 : Islander : Jimmy
- 2012 : Cheesecake Casserole : Eric D
- 2014 : Le Juge : Mark Blackwell

### Télévision
- 1991 : New York, police judiciaire : Ted Campion (1 épisode)
- 1992-1995 : Beverly Hills 90210 : Gil Meyers (13 épisodes)
- 1993 : Les Aventures du jeune Indiana Jones : Ben Hecht (1 épisode)
- 1994 : Tears and Laughter: The Joan and Melissa Rivers Story : Porter
- 1995 : Star Trek: Voyager : Lieutenant Lasca (1 épisode)
- 1996 : Alliance interdite : le barman
- 1996 : Loïs et Clark : Les Nouvelles Aventures de Superman : Ching (2 épisodes)
- 1996-1997 : New York Police Blues : Officier Litvan (2 épisodes)
- 1996-2003 : JAG : Lieutenant Steven O'Dell et Lieutenant Lamm (2 épisodes)
- 1997 : Diagnostic : Meurtre : Dr Eric Spindler (2 épisodes)
- 1997 : Sliders : Les Mondes parallèles : Dr Stephen Jensen (2 épisodes)
- 1997-1998 : Brooklyn South : Officier Kevin Patrick (5 épisodes)
- 1998 : Chicago Hope : La Vie à tout prix : Ron Frankel (1 épisode)
- 1998 : Ultime Recours : Officier Jeff Mason (1 épisode)
- 1998 : Les Anges du bonheur : Michael Williams (1 épisode)
- 1999 : Monster Island : Scott Davis
- 1999 : Deux privés à Vegas : Jordan King (1 épisode)
- 2000 : Walker, Texas Ranger : Dwight Burner (1 épisode)
- 2001 : Le Fugitif : Eddie Miles (2 épisodes)
- 2001 : Il était une fois James Dean : un soldat
- 2002 : Preuve à l'appui : Ryan Wheeler (1 épisode)
- 2002 : The Shield : Pete Shockley (1 épisode)
- 2003 : Le Protecteur : Clay Simms (3 épisodes)
- 2003 : Mes plus belles années : Colonel Shaw (3 épisodes)
- 2004 : FBI : Portés disparus : capitaine Benjamin Myers (1 épisode)
- 2004 : Division d'élite (1 épisode)
- 2004 : Les Experts : Roger Coombs (1 épisode)
- 2006 : Les Experts : Miami : Steve Dunlar (1 épisode)
- 2007 : Les Experts : Manhattan : Jesse Colson (1 épisode)
- 2009 : 24 heures chrono : Edward Vossler (4 épisodes)
- 2011 : Charlie's Angels : Michael Hanson (1 épisode)